# Вертхаймер, Майя
Майя Вертхаймер (ивр. מאיה ורטהיימר‎, род. 29 июля 1990, Кфар-Врадим, Израиль) — израильская актриса, модель и телеведущая.

## Биография
Майя Вертхаймер родилась в Кфар-Врадиме. Она дочь миллиардера Эйтана Вертхаймера (сына израильского промышленника-миллиардера и бывшего депутата кнессета Стефа Вертхаймера) и Ариэлы. Она единоутробная сестра израильской певицы Сиван Талмор.
Вертхаймер изучала театральное искусство в средней школе Мааган-Михаэль и присоединилась к театральному кружку Орны Порат. Училась в актёрской студии Nissan Nativ и имеет сертификат преподавателя йоги, который она получила после травм в результате несчастного случая, из-за которого она на несколько месяцев оказалась в инвалидной коляске.
Вертхаймер замужем за Асафом Замиром, который в прошлом был генеральным консулом Израиля в Нью-Йорке, депутатом кнессета от политического альянса «Кахоль-лаван», а также министром туризма и заместителе и исполняющим обязанности мэра Тель-Авива-Яффо. Их дочь Асия Мирьям родилась в январе 2020 года.

## Фильмография
Фильмы
- 2015: Vows
- 2017: Sipur Ahava Eretz-Israeli

Сериалы
- 2011: Alifim
- 2017: Achoti Kaftza Kita
- 2017–2021: Shababnikim
- 2019: Morobot
- 2023: The Embassy
- 2023: The Malevolent Bride